# José Pereira
José Pereira (* 15. září 1931, Torres Vedras) je bývalý portugalský fotbalový brankář.

## Fotbalová kariéra
Začínal v CF Os Belenenses. V portugalské lize nastoupil ve 302 utkáních. V roce 1960 vyhrál s Belenenses portugalský fotbalový pohár. Ve Veletržním poháru nastoupil v 7 utkáních. Kariéru zakončil ve druhé lize v týmu SC Beira-Mar. Byl členem portugalské reprezentace na Mistrovství světa ve fotbale 1966, nastoupil v 5 utkáních a získal s týmem bronzové medaile za třetí místo. Za portugalskou reprezentaci nastoupil v letech 1965–1966 v 11 utkáních.

## Ligová bilance
| Ročník                        | Zápasy | Góly | Klub             |
| ----------------------------- | ------ | ---- | ---------------- |
| 1. portugalská liga 1952/1953 | 14     | 0    | CF Os Belenenses |
| 1. portugalská liga 1953/1954 | 10     | 0    | CF Os Belenenses |
| 1. portugalská liga 1954/1955 | 25     | 0    | CF Os Belenenses |
| 1. portugalská liga 1955/1956 | 25     | 0    | CF Os Belenenses |
| 1. portugalská liga 1956/1957 | 24     | 0    | CF Os Belenenses |
| 1. portugalská liga 1957/1958 | 20     | 0    | CF Os Belenenses |
| 1. portugalská liga 1958/1959 | 26     | 0    | CF Os Belenenses |
| 1. portugalská liga 1959/1960 | 26     | 0    | CF Os Belenenses |
| 1. portugalská liga 1960/1961 | 24     | 0    | CF Os Belenenses |
| 1. portugalská liga 1961/1962 | 25     | 0    | CF Os Belenenses |
| 1. portugalská liga 1962/1963 | 24     | 0    | CF Os Belenenses |
| 1. portugalská liga 1963/1964 | 2      | 0    | CF Os Belenenses |
| 1. portugalská liga 1964/1965 | 26     | 0    | CF Os Belenenses |
| 1. portugalská liga 1965/1966 | 19     | 0    | CF Os Belenenses |
| 1. portugalská liga 1966/1967 | 12     | 0    | CF Os Belenenses |
| 2. portugalská liga 1967/1968 | -      | -    | SC Beira-Mar     |
| 2. portugalská liga 1968/1969 | -      | -    | SC Beira-Mar     |
| 2. portugalská liga 1969/1970 | -      | -    | SC Beira-Mar     |
| 2. portugalská liga 1970/1971 | -      | -    | SC Beira-Mar     |
| CELKEM 1. portugalská liga    | 302    | 0    |                  |